# 成名遊戲
成名遊戲，是日本純種競賽馬匹。生涯活躍於中長途賽事，曾勝出京成盃、阿根廷共和國盃及目黑紀念，更三度於鑽石錦標奪冠。

## 出賽前
2010年5月11日出生於北海道安平町北部牧場，成長途中一口馬主俱樂部Sunday Racing Co. Ltd.進行馬主募集。
其後交由美浦訓練中心練馬師宗像義忠訓練。

## 競賽生涯

### 2歲
2012年9月29日出戰中山競馬場2歲新馬戰，比賽初段於後方位置逐步推進，但未能在直路上前下僅跑獲第八。
其後出戰2歲未勝利戰，本次比賽再度留後並跑出不俗的末腳速度，但仍然未能對對手造成威脅下以第五完賽。
12月16日再度挑戰2歲未勝利戰，本次比賽留守約莫第八的位置，於最後彎道上前逐步加速，最終於直路一舉衝出下拉開後方2 1/2馬位取得首勝。

### 3歲
2013年年初以京成盃作為目標，本次比賽保持於約莫第九的後方位置推進，在最後彎道徐徐進發下於直路成功爆發出末腳速度，最終超越前方的K I Chosan及頂住動作巨星的壓力取得首個分級賽勝利。
其後選擇出戰春季錦標，繼續採用留後戰術下於直路跑出全長最快末腳速度，但未能貼近先頭部隊下僅能以第四完賽。
4月按照計劃出戰皋月賞，雖然於第四彎道逐步透出並加速上前，但於中段失速後退，最終以第十二大敗。
賽後，其被檢查出左腳橈骨遠位端骨折，因而進入休養，未能出戰餘下的兩冠。
12月復出出戰公開賽十二月錦標，但狀態仍然低迷下僅能跑獲第六的戰績。

### 4歲
2014年首戰為美國賽馬會盃，比賽初段處於第十二左右的中團靠後位置，於第四彎道開始進佔位置準備發力。進入直路後，雖然其一度處於受到阻塞的位置，但其後迅速由馬群之間的空隙衝出，最終僅敗於綠油油及Sakura Ardito取得第三。
2月22日大幅增程挑戰鑽石錦標，比賽初段選擇墮後等待時機，在第一次通過終點時處於隊伍最後方，但進入第二圈後隨即變奏上前，甚至在最後彎道進佔先頭第二的位置。進入直路後，其迅速展開加速迫近前方的領放馬Labradorite，在最後400米處超越對手取得領先，並於最後200米處逐步拋離對手，最終以1 1/2馬位優勢取勝勝利。
其後按照計劃出戰春季天皇賞，但於直路上未能順利加速下僅以第六完賽，6月返回中距離戰線作賽出戰寶塚紀念，因於直路力弱後退而再度以第六落敗。
入秋後出戰產經賞，本次比賽維持於後方位置緩慢上前，於直路上雖然嘗試加速，但仍然被對手拉開，最終連續第三場賽事取得第六。
11月9日出戰阿根廷共和國盃，雖然其於此前的賽事表現平凡，但考慮其在長途戰線的戰績仍然獲得第二人氣的支持。比賽開始後，其並未迅速取位，而是順應節奏逐步貼欄並維持於中團附近的位置，在第三、四彎道時抽出外檔上前。進入直路後，其迅速在外檔位置展開加速衝刺，最終超越先頭的Courir Kaiser後繼續拉開後方對手，以2 1/2馬位優勢取勝。
年末原定出戰有馬紀念，但礙於獎金不足而被排除於名單之外。

### 5歲
2015年首戰仍然為美國賽馬會盃，雖然賽前為第三人氣的熱門，但於比賽途中漏閘加上未能順應騎師北村宏司的指揮，最終以第十二大敗。
2月繼續出戰鑽石錦標，比賽初段依然選擇保持於中後方位置，但本次比賽未有和上年度一樣變奏上前，而是位置緩慢追走。進入直路後，其稍為移出外檔展開衝刺，於最後400米待前方馬群散開後捉緊時機加速，最終成功超越佔先的Fata Morgana並以2馬位優勢達成連霸。而賽後，其於審議中被指出第四彎道時的外閃行為對Rikisan Stealth造成妨礙並使對方騎師後藤浩輝墮馬，雖然賽事結果不變，但成名遊戲的騎師北村被判罰停賽6個賽馬日。
5月再度進軍春季天皇賞，本次比賽其以輕鬆的步伐保持於中團位置等待時機，於進入直路後在外檔位置逐步上前，雖然於最後100米處展開猛烈的加速，但仍然未能超越前方的黃金船，最終以頸位差距落敗取得第二。
秋季陣營決定安排其遠征澳洲，於首戰考菲爾德盃中維持不俗的表現取得第六，但其後於墨爾本盃中失準以第十三落敗。

### 6歲
2016年直接以鑽石錦標作為目標，比賽途中選擇於中團位置推進，於直路上上前至絕佳的加速位置，逐步衝刺下成功透出，但始終未能迫近前往一早佔先許多的Twinkle下被拉開4馬位落敗。
其後挑戰春季天皇賞，但未能順利加速下以第八落敗，於寶塚紀念中更以包尾第十七慘敗。
夏季前往放草，並如期間接受閹割手術。
秋季復出後以阿根廷共和國盃作為起動戰，雖然維持不俗的勢頭跑獲第五，但隨後於日本盃再度以第十七大敗。

### 7歲
2017年繼續以鑽石錦標作為年度首戰，然而一直處於後方位置下未能在直路上最大程度衝刺，最終以第六的戰績落敗。
稍為休養後於5月下旬出戰目黑紀念，比賽初段選擇於第十左右的中團位置穩步推進，於直路上大幅抽出外檔望空衝刺，最終以優秀的末腳速度蠶食所有對手，取得是時隔2年3個月的勝利。

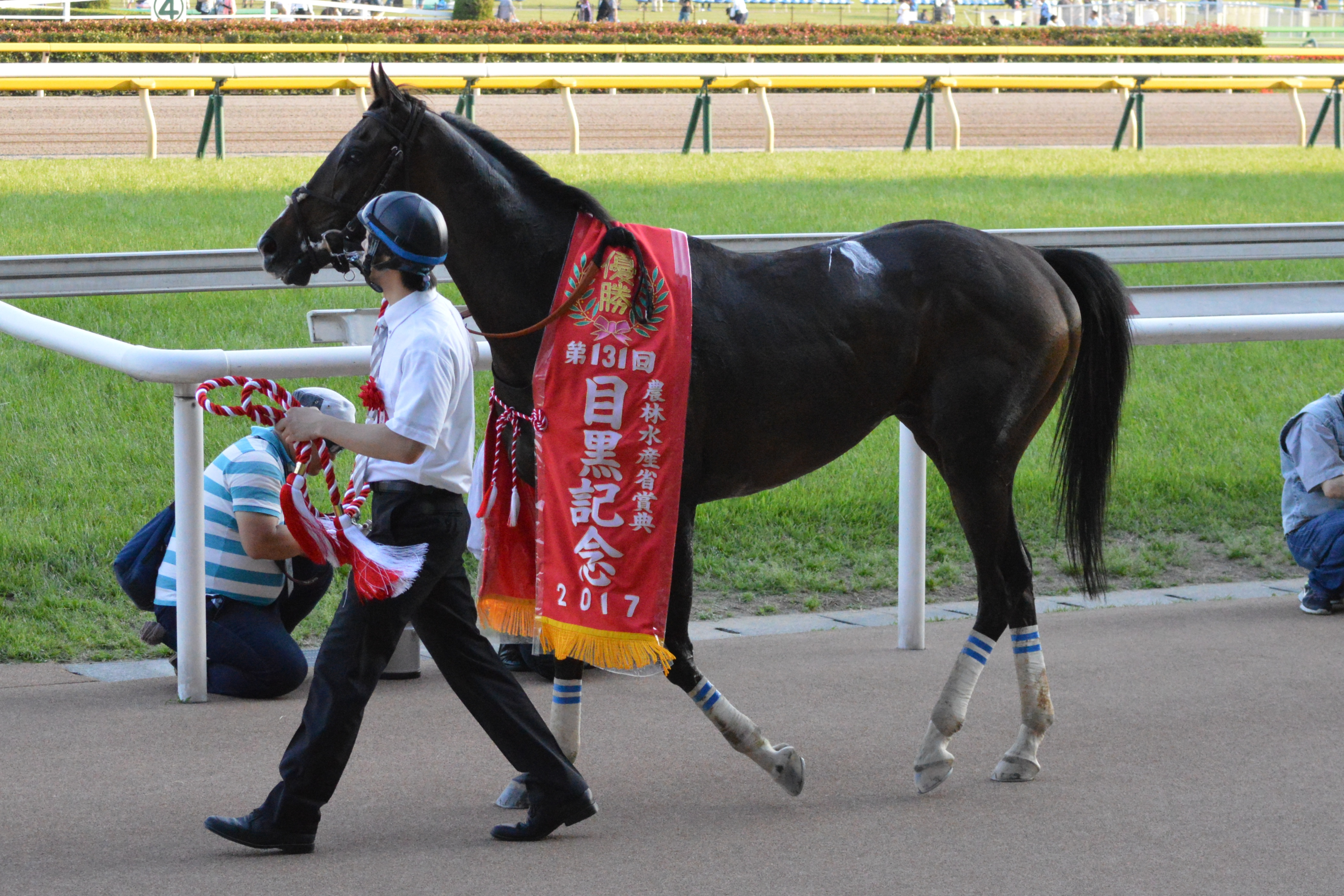
目黑紀念頒獎儀式

進入秋季後以京都大賞典作為目標，但反應平平下以第十完賽。
12月上旬出戰長途馬錦標，本次比賽其選擇保持於先頭第五左右的位置，於第三、四彎道上前進佔先頭部隊之中，但在直路上被長途好手阿爾拔壓制，最終以2 1/2馬位差距落敗。

### 8歲
2018年年初出戰鑽石錦標，比賽途中維持於中團附近的位置穩步推進，在第四彎道開始望空下以優秀反應衝出，最終超越頂天立地及唯一震撼第三度取得此賽的冠軍。

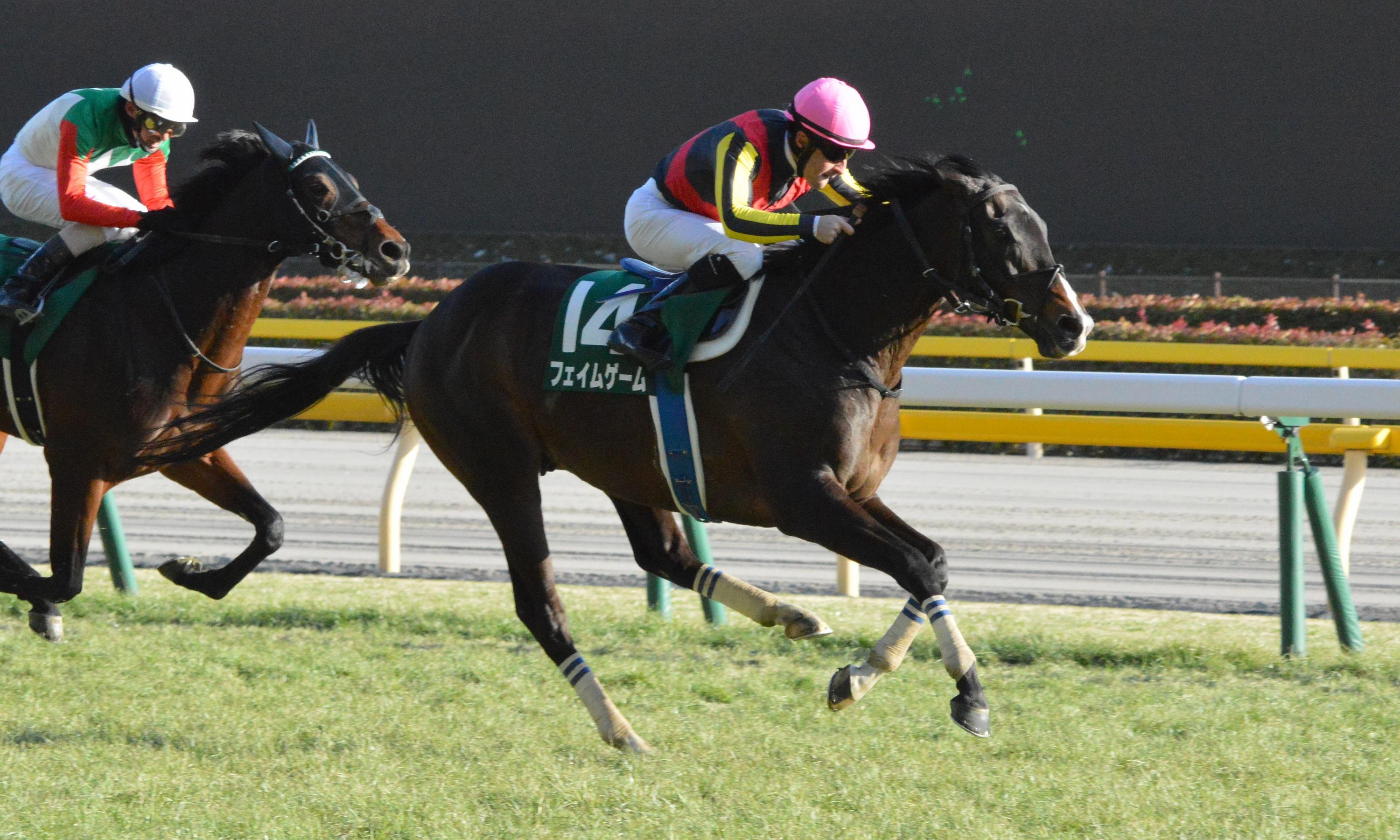
出戰鑽石錦標的成名遊戲

5月以連霸目黑紀念作為目標，但於直路上完全未有任何反應下以第十三大敗。
秋季其原定以長途馬錦標為目標並作出調整，但在右前腳狀態惡化下最終退役。

### 詳細賽績
| 日期       | 舉辦國家 | 馬場     | 距離   | 級別 | 賽事名稱       | 負重 | 騎師     | 馬號 | 出馬 | 名次 | 時間     | 頭馬（二馬）      |
| ---------- | -------- | -------- | ------ | ---- | -------------- | ---- | -------- | ---- | ---- | ---- | -------- | ----------------- |
| 29/9/2012  | 日本     | 中山     | 草1800 |      | 2歲新馬        | 54   | 田中勝春 | 12   | 13   | 8    | 1:51.6   | Gottfried         |
| 20/10/2012 | 日本     | 東京     | 草1600 |      | 2歲未勝利      | 55   | 田中勝春 | 3    | 12   | 5    | 1:36.5   | Admire Ichiban    |
| 16/12/2012 | 日本     | 中山     | 草2000 |      | 2歲未勝利      | 55   | 蘇銘倫   | 8    | 18   | 1    | 2:02.7   | （Shiny Riva）    |
| 23/1/2013  | 日本     | 中山     | 草2000 | GIII | 京成盃         | 56   | 貝利     | 6    | 12   | 1    | 2:02.3   | （動作巨星）      |
| 17/3/2013  | 日本     | 中山     | 草1800 | GII  | 春季錦標       | 56   | 北村宏司 | 14   | 16   | 4    | 1:48.1   | 標誌名駒          |
| 14/4/2013  | 日本     | 中山     | 草2000 | GI   | 皋月賞         | 57   | 北村宏司 | 16   | 18   | 12   | 1:59.3   | 標誌名駒          |
| 14/12/2013 | 日本     | 中山     | 草1800 | OP   | 十二月錦標     | 55   | 北村宏司 | 16   | 16   | 6    | 1:48.3   | Air Saumur        |
| 26/1/2014  | 日本     | 中山     | 草2200 | GII  | 美國賽馬會盃   | 55   | 北村宏司 | 1    | 16   | 3    | 2:14.1   | 綠油油            |
| 22/2/2014  | 日本     | 東京     | 草3400 | GIII | 鑽石錦標       | 55   | 北村宏司 | 1    | 11   | 1    | 3:30.2   | （印加聖谷）      |
| 4/5/2014   | 日本     | 京都     | 草3200 | GI   | 春季天皇賞     | 58   | 北村宏司 | 10   | 18   | 6    | 3:15.5   | 超常駿驥          |
| 29/6/2014  | 日本     | 阪神     | 草2200 | GI   | 寶塚紀念       | 58   | 北村宏司 | 12   | 12   | 6    | 2:14.7   | 黃金船            |
| 28/9/2014  | 日本     | 新潟     | 草2200 | GII  | 產經賞         | 56   | 北村宏司 | 16   | 18   | 6    | 2:12.4   | 欣喜之淚          |
| 9/11/2014  | 日本     | 東京     | 草2500 | GII  | 阿根廷共和國盃 | 57   | 北村宏司 | 3    | 18   | 1    | 2:30.5   | （Courir Kaiser） |
| 25/1/2015  | 日本     | 中山     | 草2200 | GII  | 美國賽馬會盃   | 57   | 北村宏司 | 10   | 17   | 12   | 2:14.4   | Courir Kaiser     |
| 21/2/2015  | 日本     | 東京     | 草3400 | GIII | 鑽石錦標       | 58   | 北村宏司 | 16   | 16   | 1    | 3:31.9   | （Fata Morgana）  |
| 3/5/2015   | 日本     | 京都     | 草3200 | GI   | 春季天皇賞     | 58   | 北村宏司 | 14   | 17   | 2    | 3:14.7   | 黃金船            |
| 17/10/2015 | 澳洲     | 考菲爾德 | 草2400 | GI   | 考菲爾德盃     | 57   | 潘頓     | 3    |      | 6    | 記錄缺失 | 蒙古可汗          |
| 3/11/2015  | 澳洲     | 費明頓   | 草3200 | GI   | 墨爾本盃       | 57   | 潘頓     | 3    |      | 13   | 記錄缺失 | 彭城貴冑          |
| 20/2/2016  | 日本     | 東京     | 草3400 | GIII | 鑽石錦標       | 58.5 | 三浦皇成 | 16   | 16   | 2    | 3:38.5   | Twinkle           |
| 1/5/2016   | 日本     | 京都     | 草3200 | GI   | 春季天皇賞     | 58   | 布文     | 5    | 18   | 8    | 3:15.8   | 北部玄駒          |
| 26/6/2016  | 日本     | 阪神     | 草2200 | GI   | 寶塚紀念       | 58   | 柴山雄一 | 1    | 17   | 17   | 2:15.1   | 勝之石            |
| 6/11/2016  | 日本     | 東京     | 草2500 | GII  | 阿根廷共和國盃 | 58   | 北村宏司 | 8    | 15   | 5    | 2:33.8   | 高尚駿逸          |
| 26/6/2016  | 日本     | 東京     | 草2400 | GI   | 日本盃         | 57   | 北村宏司 | 11   | 17   | 17   | 2:27.3   | 北部玄駒          |
| 28/2/2017  | 日本     | 東京     | 草3400 | GIII | 鑽石錦標       | 58   | 北村宏司 | 7    | 15   | 6    | 3:35.9   | 阿爾拔            |
| 28/5/2017  | 日本     | 東京     | 草2500 | GII  | 目黑紀念       | 58   | 李慕華   | 12   | 18   | 1    | 2:30.9   | （Volsheb）       |
| 9/10/2017  | 日本     | 京都     | 草2400 | GII  | 京都大賞典     | 57   | 李慕華   | 7    | 15   | 10   | 2:23.9   | 醒目層次          |
| 2/12/2017  | 日本     | 中山     | 草3600 | GII  | 長途馬錦標     | 57   | 布文     | 2    | 10   | 2    | 3:43.4   | 阿爾拔            |
| 27/2/2018  | 日本     | 東京     | 草3400 | GIII | 鑽石錦標       | 58.5 | 李慕華   | 14   | 14   | 1    | 3:31.6   | （頂天立地）      |
| 27/5/2018  | 日本     | 東京     | 草2600 | GII  | 目黑紀念       | 59   | 李慕華   | 14   | 16   | 13   | 2:31.0   | 以柔制勝          |

## 退役後
退役後，由於成名遊戲經已接受閹割，所以不能進行配種工作，因而前往福島縣天榮村北部牧場天榮分場休養，作為乘騎馬使用。
其後被轉移陣地，於福島縣桑折町Niguraya牧場繼續作為乘騎馬工作。

## 血統簡介
父系真心呼喚爲日本賽駒，生涯戰績優秀，曾於2005年有馬紀念擊敗無敗三冠馬大震撼奪得冠軍，亦於其後贏得杜拜司馬經典賽。祖父週日寧靜是美國三冠賽雙軍馬，退役後在日本配種，在日本馬壇相當成功，贏得多項分級賽事，其子嗣贏得巨額獎金。
母系Hall of Fame為日本賽駒，生涯僅勝出條件戰級別的賽事。外祖父Allez Milord為美國生產的愛爾蘭及德國賽駒，曾勝出一級賽歐洲大賽及金文夏殊草地冠軍錦標。

### 血統表
| 父線：週日寧靜系（Halo系）             |                             |              |                 |
| 種馬 真心呼喚 2001年（棗色）           | 週日寧靜 1986年（棕色）     | Halo         | Hail to Reason  |
| 種馬 真心呼喚 2001年（棗色）           | 週日寧靜 1986年（棕色）     | Halo         | Cosmah          |
| 種馬 真心呼喚 2001年（棗色）           | 週日寧靜 1986年（棕色）     | Wishing Well | Understading    |
| 種馬 真心呼喚 2001年（棗色）           | 週日寧靜 1986年（棕色）     | Wishing Well | Mountain Flower |
| 種馬 真心呼喚 2001年（棗色）           | Irish Dance 1990年（棗色）  | 東來兵       | Lampala         |
| 種馬 真心呼喚 2001年（棗色）           | Irish Dance 1990年（棗色）  | 東來兵       | Severn Bridge   |
| 種馬 真心呼喚 2001年（棗色）           | Irish Dance 1990年（棗色）  | Buper Dance  | 利法爾          |
| 種馬 真心呼喚 2001年（棗色）           | Irish Dance 1990年（棗色）  | Buper Dance  | My Bupers       |
| 繁殖雌馬 Hall of Fame 1991年（深棗色） | Allez Milord 1983年（棗色） | Tome Rolfe   | 里博            |
| 繁殖雌馬 Hall of Fame 1991年（深棗色） | Allez Milord 1983年（棗色） | Tome Rolfe   | Pocahontas      |
| 繁殖雌馬 Hall of Fame 1991年（深棗色） | Allez Milord 1983年（棗色） | Why Me Lord  | Bold Reasoning  |
| 繁殖雌馬 Hall of Fame 1991年（深棗色） | Allez Milord 1983年（棗色） | Why Me Lord  | Tomorrowland    |
| 繁殖雌馬 Hall of Fame 1991年（深棗色） | Velvet Sash 1986年（棗色）  | Dictus       | Sanctus         |
| 繁殖雌馬 Hall of Fame 1991年（深棗色） | Velvet Sash 1986年（棗色）  | Dictus       | Doronic         |
| 繁殖雌馬 Hall of Fame 1991年（深棗色） | Velvet Sash 1986年（棗色）  | Dyna Sash    | 北方風味        |
| 繁殖雌馬 Hall of Fame 1991年（深棗色） | Velvet Sash 1986年（棗色）  | Dyna Sash    | Royal Sash      |
| 雌系：號族：1-t                        |                             |              |                 |
| 五代內近親交配：北地舞人 5×5           |                             |              |                 |

## 命名由來
名字Fame Game（フェイムゲーム）即是職業美式足球名人堂比賽的簡稱，聯想自母系Hall of Fame（意思是「名人堂」）之名字，香港則取字面意思，翻譯為「成名遊戲」。

## 外部連結
- 成名遊戲 netkeiba.com （页面存档备份，存于）
- 血統表